# Mieczysław Boruta-Spiechowicz
Mieczysław Ludwik Boruta-Spiechowicz (n. 20 februarie 1894, Rzeszów, Austro-Ungaria – d. 13 octombrie 1985, Zakopane, Nowy Sącz Voivodeship⁠(d), Polonia) a fost un ofițer polonez, general al Armatei Poloneze⁠(d) și membru marcant al opoziției anticomuniste de după război din Polonia.

## Biografie
S-a alăturat armatei în 1914 și a servit în diferite posturi în cadrul Legiunilor poloneze⁠(d). După ce Polonia și-a recâștigat independența în 1918, el a rămas activ în serviciu și a luat parte atât la Războiul Polono-Ucrainean, cât și la Bătălia de la Liov, unde a comandat o linie de apărare separată, iar mai târziu s-a format un regiment de infanterie în Liov din voluntari locali. Trimis în Franța, el a devenit comandantul a două regimente ale Armatei Albastre, cu care s-a întors în Polonia în 1919. În timpul războiului polono-bolșevic s-a remarcat ca un comandant priceput al unităților poloneze de infanterie de munte, din care a format un regiment și pe care l-a comandat pe diferite fronturi ale conflictului.

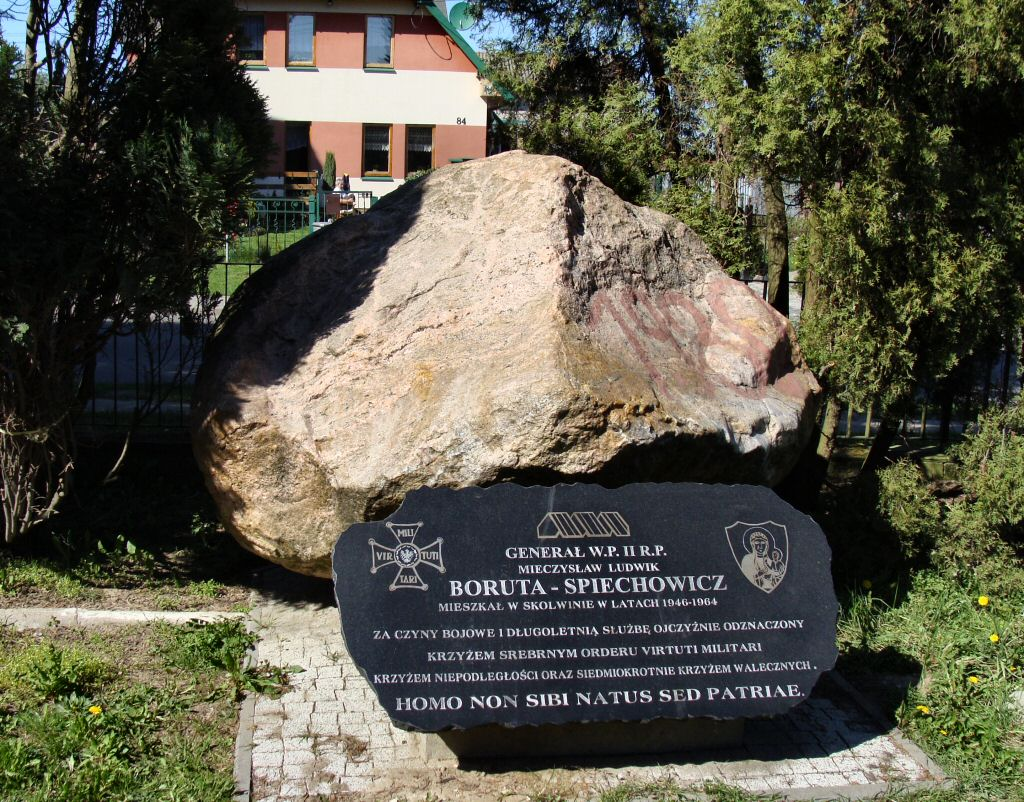
Monumentul lui Mieczysław Boruta-Spiechowicz din Szczecin-Skolwin

După război a fost trimis la Școala Superioară de Război din Varșovia și a beneficiat de pregătire militară profesionistă. A servit în diferite posturi de comandă într-un număr de unități de infanterie poloneze, atât standard, cât și de munte. A fost, de asemenea, un remarcabil teoretician militar și scriitor al mai multor cărți despre istoria și practica războiului. În timpul Invaziei Poloniei, el a servit în calitate de ofițer comandant al Grupului Operațional Boruta, o parte a Armatei Cracoviei. Luat prizonier de URSS, a fost ținut prizonier în diferite gulaguri și închisori ale NKVD-ului până când a fost eliberat prin Acordul Sikorski-Mayski din 1941. 
S-a alăturat atunci armatei poloneze a lui Anders din Est și a devenit ofițerul comandant al noii Divizii poloneze a 5-a de infanterie. El și-a petrecut restul celui de-Al Doilea Război Mondial în calitate de comandant al Corpului polonez 1 blindat, combinând Divizia poloneză 1 blindată și Brigada Poloneză Independentă de Parașutism.
Fiind unul dintre puținii generali polonezi de dinainte de război care s-au întors în Polonia controlată de comuniști în 1945, a fost acceptat inițial în Armata poloneză. Cu toate acestea, ca urmare a unui conflict cu Karol Świerczewski, a fost demobilizat și s-a retras. S-a stabilit în Zakopane, unde a devenit fermier. De asemenea, a rămas un membru activ al opoziției anticomuniste din Polonia și, în 1977, a devenit unul dintre membrii fondatori ai mișcării ROPCiO.

## Onoruri și distincții
- Crucea de argint a Ordinului Virtuti Militari
- Crucea de ofițer a Ordinului Polonia Restituta
- Crucea Independenței cu săbii
- Crucea Valorii (de șapte ori)
- Crucea de Merit de aur